# 迅鯨型潜水母艦
| 迅鯨型潜水母艦        | 迅鯨型潜水母艦                                                             |
| --------------------- | -------------------------------------------------------------------------- |
| 迅鯨                  |                                                                            |
| 竣工時の迅鯨(1923年)  |                                                                            |
| 艦級概観              |                                                                            |
| 艦種                  | 潜水母艦                                                                   |
| 艦名                  |                                                                            |
| 前級                  | 駒橋                                                                       |
| 次級                  | 大鯨                                                                       |
| 性能諸元 (迅鯨竣工時) |                                                                            |
| 排水量                | 基準：5,160英トン 公試：7,678トン                                          |
| 全長                  | 125.4m                                                                     |
| 全幅                  | 水線幅：16.215m                                                            |
| 吃水                  | 6.283m                                                                     |
| 機関                  | ロ号艦本式缶6基（長鯨は5基） パーソンズ式ギアードタービン2基 2軸 7,500馬力 |
| 速力                  | 16ノット（計画）                                                           |
| 航続距離              | 10,400カイリ / 14ノット                                                    |
| 燃料                  | 石炭：402トン 重油：2,047トン                                              |
| 乗員                  | 364名（長鯨は399名）                                                       |
| 兵装                  | 50口径三年式14cm連装砲2基 40口径三年式7.6cm単装高角砲2基                   |
| 航空機                | 水上偵察機1機（後日搭載）                                                  |
| その他                | 補給用重油：1,900トン                                                      |

迅鯨型潜水母艦（じんげいがたせんすいぼかん）は、日本海軍の潜水母艦。同型艦は2隻。日本海軍が初めて保有した本格的潜水母艦。中型潜水艦の潜水戦隊旗艦と母艦（補給、休養、工作艦）の性格を持つ、多用途艦である。2隻とも三菱長崎造船所で建造された。

## 概要

### 建造経緯
日露戦争後、日本海軍は潜水艦の開発を進めた。当時の潜水艦（潜水艇）は性能的にも技術的にも未熟で、常に母艦の支援を必要としていた。だが日本海軍保有の母艦は、1914年（大正3年）1月に竣工した輸送船改造の「駒橋」（基準排水量1,100トン）、日露戦争鹵獲艦の「韓崎」（約10,000トン）、日清戦争時代の輸送船改造「豊橋」（約4,000トン）、海防艦や防護巡洋艦改造の艦艇ばかりだった。
1915年（大正4年）頃になると、艦隊の演習に潜水艦が参加する際に、旧式巡洋艦（筑摩型防護巡洋艦など）が潜水艦部隊の旗艦としてあてられるようになった。
第一次世界大戦後、日本海軍はアメリカを仮想敵国とした八八艦隊を計画した。その中には中型潜水艦の増備も含まれ、潜水戦隊が常備艦隊の一部となった。これらの中型潜水艦の母艦として、迅鯨型水雷母艦（計画当時、潜水母艦という艦種はなかった）が大正9年度に計画された（八八艦隊案）。
当初の計画では排水量14,500トンクラスの予定だったが、ワシントン海軍軍縮条約によって規模が縮小された。実際には常備排水量8,500トンとして計画、完成した時には更に1割ほど軽い常備7,000トン（基準5,180トン）となった。また当時の海軍は補助艦艇の建造に際し、できるだけ建造費用を少なく抑えようとしていた。当初は商船型にする方針だったが、実際には軍艦式の構造と配置になった。福井静夫（海軍技術将校、艦艇研究家）によれば、迅鯨型の艦体構造は、香取型練習巡洋艦の参考になったという。機関部にも、廃艦となった戦艦土佐のボイラーを流用するなどして建造費の圧縮をはかった。これら努力にもかかわらず本型同型艦は2隻（迅鯨、長鯨）にとどまり、有事の際は大型商船を徴傭し、特設潜水母艦として運用する予定となった。

### 構造
迅鯨型潜水母艦は、潜水艦への補給能力としては中型潜水艦（呂号潜水艦）9隻の整備および補給、乗組員居住、魚雷調整、簡易工作艦能力、作戦指揮能力、通信能力を備えた多用途艦である。また従来の旧式艦改造潜水母艦は基本的に定繋母船だったが、迅鯨型は艦隊に随伴可能な速力と航洋性を持つ。
軍縮化における民間技術者と建造能力保持のため、迅鯨型2隻（迅鯨、長鯨）は2隻とも三菱長崎造船所で建造することになった。八八艦隊で建造中止になった各艦より、製造済みの機関部を流用した。「迅鯨」は艦本式ロ号混燃罐を6基、「長鯨」は同型5基を搭載する。合計出力は同等で、煙突の太さもかわらない。
兵装として14cm砲4門（連装簡易式砲塔×2基）を装備し、特設巡洋艦や駆逐艦程度なら撃攘可能であった。設計段階では14cm単装砲装門を、背負い式に搭載予定（計4門）だったが、連装砲の設計が間に合ったために設計変更された。軽巡洋艦夕張と同等の砲撃力を持つ。
大正末期、長鯨は水上偵察機を1機搭載し、後檣左右に飛行機揚収デリックを装備していた。このことは戦前は機密事項であった。水上機の格納庫には潜水隊兵員休憩室を流用した。
1934年（昭和9年）3月の友鶴事件以降、本艦型も復元性不足の対策として舷側にバルジを装着、艦底にバラストを搭載した。1935年（昭和10年）頃の迅鯨排水量は、公試状態8,110トン（基準6,240トン）に至ったという。

### その後
昭和に入り大型・高速の伊号潜水艦が潜水戦隊の標準となると、本型の母艦能力不足が顕著となった。また速力も伊号潜水艦の方が速い（洋上21ノットから23ノット）という事態になり、旗艦能力にも問題が出てきた。そのため伊号潜水艦で編成された潜水戦隊旗艦任務は5,500トン型巡洋艦（軽巡由良、鬼怒など）が務めるようになった。
ここに至り、大型潜水母艦2隻（大鯨、剣埼）が就役すると、迅鯨型は艦隊を離れて工作艦や練習艦となった。迅鯨型が竣工してから大鯨型が登場するまで、約15年間を要した。
しかし、まもなくその2艦が航空母艦へ改装されたため、老齢ながら潜水戦隊旗艦に返り咲いた。ただし新鋭の伊号潜水艦の旗艦は5,500トン軽巡（将来的には大淀型軽巡の予定）と特設潜水母艦の組み合わせに任せ、本型は幾分旧式の呂号潜水艦と機雷潜の旗艦を務めることとなった。
太平洋戦争緒戦では「迅鯨」はクェゼリンへ、「長鯨」はカムラン湾に進出して同方面の潜水艦戦を支援した。1942年（昭和17年）4月から1943年（昭和18年）暮れまでは第7潜水戦隊の旗艦を交代で務めた。その後、両艦共に瀬戸内海にあり練習艦となった。1944年（昭和19年）8月からは沖縄方面の輸送任務に従事したが任務中の10月10日に「迅鯨」が撃沈される（十・十空襲）。「長鯨」は練習艦に戻り、そのまま終戦を迎えた。戦後は復員輸送艦を務めた後、解体されている。

## 同型艦
- 迅鯨（じんげい） [II]
- 長鯨（ちょうげい）